# Penilla (Luena)
Penilla es una localidad del municipio de Luena (Cantabria, España). En el año 2024 contaba con una población de 18 habitantes (INE). La localidad se encuentra a 820 metros de altitud sobre el nivel del mar, y a 6,5 kilómetros de la capital municipal, San Miguel de Luena.